# 多治比今麻呂
多治比 今麻呂（たじひ の いままろ）は、奈良時代から平安時代初期にかけての公卿。参議・多治比土作の八男。官位は従三位・参議。

## 経歴
延暦13年（794年）中判事次いで式部少丞に任ぜられる。延暦16年（797年）従五位下・肥後介に叙任。桓武朝末に京官に復し、式部権少輔・勘解由次官・右少弁を歴任する。
延暦25年（806年）平城天皇の即位後まもなく、美作介となり再度地方官に転じる。大同3年（808年）に従五位上・大宰少弐に叙任されて大宰府に赴任した。
嵯峨朝に入ると、大同5年（810年）正月に正五位下・右中弁に叙任され再度京官に復し、同年9月に発生した薬子の変に伴って従四位下に昇叙される一方、新たに皇太子に冊立された大伴親王（のち淳和天皇）の春宮大夫も兼ねた。その後、式部大輔・大蔵卿・左京大夫を歴任したのち、弘仁8年（817年）参議に任ぜられて公卿に列した。議政官として大蔵卿・宮内卿を兼帯し、弘仁11年（820年）には従四位下から続けて昇叙されて従三位となり、同年末には大宰帥に転じている。
天長2年（825年）8月29日薨去。享年73。最終官位は参議従三位。

## 官歴
註釈の無いものは『六国史』の記載に従う。
- 延暦13年（794年） 3月17日：中判事[2]。3月29日：式部少丞[2]
- 時期不詳：正六位上
- 延暦16年（797年） 正月7日：従五位下。正月13日：肥後介
- 延暦24年（805年） 10月4日：式部権少輔
- 延暦25年（806年） 正月-日：勘解由次官[2]。2月6日：右少弁。6月3日：美作介[2]
- 大同3年（808年） 11月17日：従五位上。11月27日：大宰少弐
- 大同5年（810年） 正月7日：正五位下。正月24日：右中弁[2]。6月11日：因幡介[2]。7月16日：民部大輔[2]。9月10日：従四位下、春宮大夫[2]
- 弘仁2年（811年） 11月21日：式部大輔
- 弘仁5年（814年） 正月-日：大蔵卿[2]
- 弘仁6年（815年） 11月16日：式部大輔[2]
- 弘仁7年（816年） 正月10日：下野守[2]。2月3日：左京大夫[2]
- 弘仁8年（817年） 正月11日：兼摂津守[2]。10月1日：参議。11月18日：兼大蔵卿[2]、摂津守如元
- 弘仁9年（818年） 6月5日：兼宮内卿[2]。摂津守如元
- 弘仁11年（820年） 正月7日：従四位上。正月-日：正四位下[2]。12月5日：従三位、大宰帥[2]